# Cosmozetes damjanovichi
Cosmozetes damjanovichi är en kvalsterart som beskrevs av Sandór Mahunka 2005. Cosmozetes damjanovichi ingår i släktet Cosmozetes och familjen Microzetidae. Inga underarter finns listade i Catalogue of Life.